# Арн (архиепископ Зальцбурга)
Арн (нем. Arn; не позднее 746—24 января 821) — церковный деятель Франкского государства, первый епископ Зальцбурга, затем первый архиепископ Зальцбургский (785—821), аббат монастыря Сент-Аман в 782—785 годах.

## Биография
Происходил из баварской аристократической семьи, вырос во Фрайзинге. По некоторым данным, одним из близких родственников Арна мог быть епископ Фрайзинга Анно.
В 765 году был рукоположен в сан диакона, в 776 или 777 годах стал священником. Монах бенедиктинского монастыря Эльно (Coenobium Elnonense) во Фландрии, с 26 мая 782 года — настоятель аббатства Сент-Аман.
Последний баварский герцог Тассилон III в 785 году назначил его преемником Виргилия, настоятеля зальцбургского аббатства Святого Петра.
В 787 году Арн безуспешно пытался выступить посредником между Тассилоном III и римским папой Адрианом I. После осуждения герцога Арн стал доверенным лицом короля Карла Великого. После 788 года подготовил Notitia Arnonis (список владений Зальцбурга), который в 790 году был подтверждён Карлом. С 791 года исполнял поручения королевского посланника. От имени короля франков в 797 году отправился в Рим, чтобы увидеться с папой Львом III. В апреле 798 года получил разрешение на превращение епископства Зальцбурга в архиепископство.
Сопровождал папу Льва III, бежавшего к Карлу Великому, и обратно в Рим в 799 году, присутствовал 25 декабря 800 года на коронации Карла в Риме.
Занимался продвижением науки и искусства в Зальцбурге и Сент-Амане. Дружил с Алкуином, учёным, богословом и поэтом VIII века, одним из вдохновителей Каролингского возрождения. Сохранилась обширная переписка Арна Зальцбургского с Алкуином. Организовал библиотеку и написал историю Зальцбурга (Annales Juvavenses maximi).